# Аргаяш
Аргаяш — село в Челябінської області, адміністративний центр Аргаяшського району, за 56 км на північний захід від Челябінська. Розташований на озері Аргаяш. У селі розташована залізнична станція Аргаяш Південно-Уральської залізниці на лінії Челябінськ — Верхній Уфалей — Єкатеринбург. Населення — 10,1 тисячі осіб (1995).

## Назва
У записах XIX століття назва Аргаяш зустрічається у формі Яргояш, що дозволяє звести його до башкирських слів «яр» — берег та «кояш» — сонце, тобто «сонячний берег». Також відповідає давньому тюркському чоловічому особистого імені Агайяш (Ергаяш, Аргайяш).

## Історія
Аргаяш заснований в 1896 році в зв'язку з будівництвом залізниці Челябінськ — Єкатеринбург. Був адміністративним центром Аргаяського кантону Башкурдистану і Башкирської АРСР, столицею Аргаяшського національного округу. З 1934 року — у складі Челябінської області.

## Населення
| 1959  | 1970    | 1979    | 1989    | 2002    | 2010    | 2011    |
| ----- | ------- | ------- | ------- | ------- | ------- | ------- |
| 7373  | ↗8683   | ↗9601   | ↗10 526 | ↘10 170 | ↘10 061 | ↗10 067 |
| 2012  | 2013    | 2014    | 2015    | 2016    | 2017    |         |
| ↘9937 | ↗10 138 | ↗10 198 | ↗10 234 | ↗10 284 | ↗10 293 |         |

## Відомі особистості
У поселенні народилися:
- Абдулліна Райля Нігаметзянівна (1930—2002) — башкирський науковець, фармаколог.
- Галушко Микола Леонідович (нар. 1979) — український бізнесмен.